# Міжпланетне магнітне поле

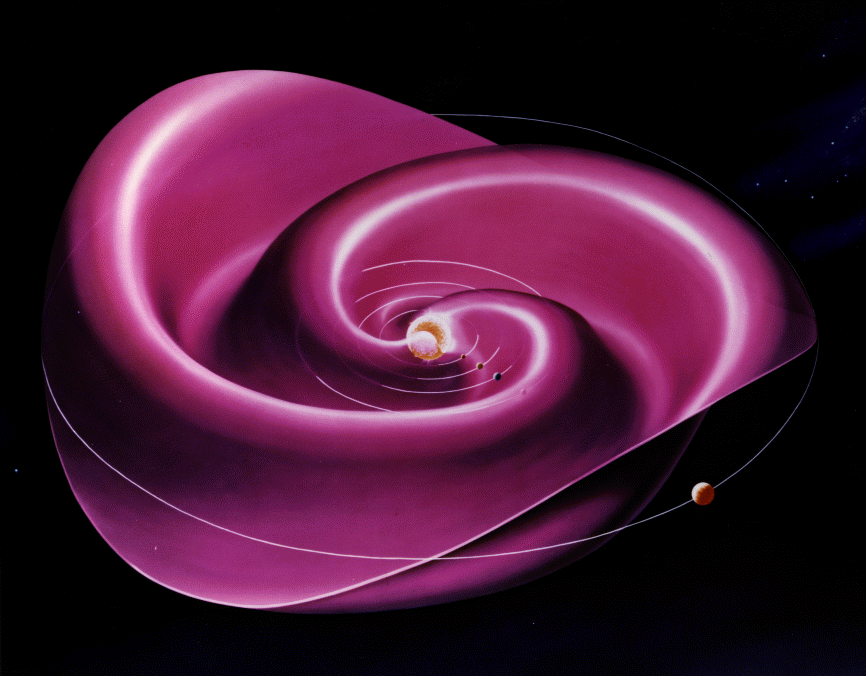
Геліосферний струмовий шар — це тривимірна форма спіралі Паркера, яка виникає в результаті впливу обертового магнітного поля Сонця на плазму в міжпланетному середовищі.

Міжпланетне магнітне поле — компонент сонячного магнітного поля, який уноситься з сонячної корони потоком сонячного вітру та заповнює Сонячну систему.

## Плазма коронального та сонячного вітру
Плазма коронального та сонячного вітру має високу електропровідність, тобто лінії магнітного поля та потоки плазми вморожені в неї, і магнітне поле не може швидко дифундувати крізь плазму. У сонячній короні магнітний тиск значно перевищує тиск плазми, тому плазма в основному структурована та обмежена магнітним полем, утворюючи, наприклад, таки несиметричні структури, як протуберанці. Однак із збільшенням висоти в сонячній короні сонячний вітер прискорюється, оскільки він черпає енергію з магнітного поля через силу Лоренца, в результаті чого імпульс потоку перевищує стримуючу силу магнітного натягу, і корональне магнітне поле витягується сонячним вітром і створює міжпланетне магнітне поле. Це прискорення часто призводить до того, що міжпланетне магнітне поле стає локально надзвуковим на відстані до 160 астрономічних одиниць від Сонця.
Динамічний тиск сонячного вітру домінує над магнітним тиском у більшій частині Сонячної системи, так що магнітне поле закручується в архімедову спіраль (спіраль Паркера) завдяки поєднанню руху назовні та обертання Сонця. У навколоземному просторі міжпланетне магнітне поле зазвичай утворює кут близько 45° до лінії Земля — Сонце, хоча цей кут змінюється залежно від швидкості сонячного вітру. Кут міжпланетного магнітного поля до радіального напрямку зменшується з геліоширотою, оскільки лінійна швидкість обертання Сонця зменшується зі збільшенням широти.
Відповідно до полярності магнітного поля в двох різних півкулях Сонця, міжпланетне магнітне поле теж має протилежну орієнтацію в північній і південній частинах геліосфери. В обох зонах магнітне поле закручено в спіраль. Північна й південна зони розділені струмовим шаром — електричним струмом, який тече викривленою площиною. Цей геліосферний струмовий шар має форму, подібну до закрученої спідниці балерини, і змінює свою форму під час сонячного циклу, коли магнітне поле Сонця змінює полярність приблизно кожні 11 років.

## Магнітне поле на орбіті Землі

Відео моделювання взаємодії магнітного поля Землі з міжпланетним магнітним полем

Якби космос був вакуумом, то магнітне дипольне поле Сонця — близько 10−4 тесла на поверхні Сонця — зменшувалося б обернено пропорційно кубу відстані, і на земній орбіті становило б приблизно 10−11 тесла. Але супутникові спостереження показують, що воно приблизно в 100 разів більше і становить приблизно 10−9 тесла. Пояснення полягає в тому, що плазма сонячного вітру приносить з собою вморожене магнітне поле Сонця. Інший (еквівалентний) погляд на те ж явище полягає в тому, що рух провідної рідини (наприклад, міжпланетного середовища) у магнітному полі індукує електричні струми, які, у свою чергу, генерують магнітні поля — і в цьому відношенні міжпланетне середовище поводиться як магнітогідродинамічне динамо.
Міжпланетне магнітне поле на орбіті Землі змінюється залежно від збурень сонячного вітру, відомих як космічна погода. Поле є вектором із компонентами в радіальному та азимутальному напрямках, а також компонентом, перпендикулярним до екліптики. Напруженість поля біля Землі змінюється від 1 до 37 нТл, в середньому близько 6 нТл. З 1997 року магнітне поле Сонця контролюється в режимі реального часу супутником Advanced Composition Explorer (ACE), розташованим на гало-орбіті в точці Лагранжа L1 cbcntvb Сонце — Земля. З липня 2016 року до нього доєднався супутник Deep Space Climate Observatory (DSCOVR), також розташований біля точки L1, при цьому ACE продовжує служити резервним вимірювачем.